# Sam Tai Tsztempel en Pak Taitempel
De Sam Tai Tsztempel en Pak Taitempel vormen een daoïstische tempelcomplex van twee aparte tempels (op straatnummer 196 en 198) aan de Yu Chau Street, Sham Shui Po, Kowloon, Hongkong. Het complex is door de Hongkongse overheid aangewezen als "Grade II historic building".
Het is een plaats die hoofdzakelijk de goden Sam Tai Tsz en Pak Tai vereert. Het tempelcomplex is verdeeld in twee delen. Het linkergebouw is groter en is de Sam Tai Tsztempel. het rechtergebouw is de Pak Taitempel.

## Sam Tai Tsztempel

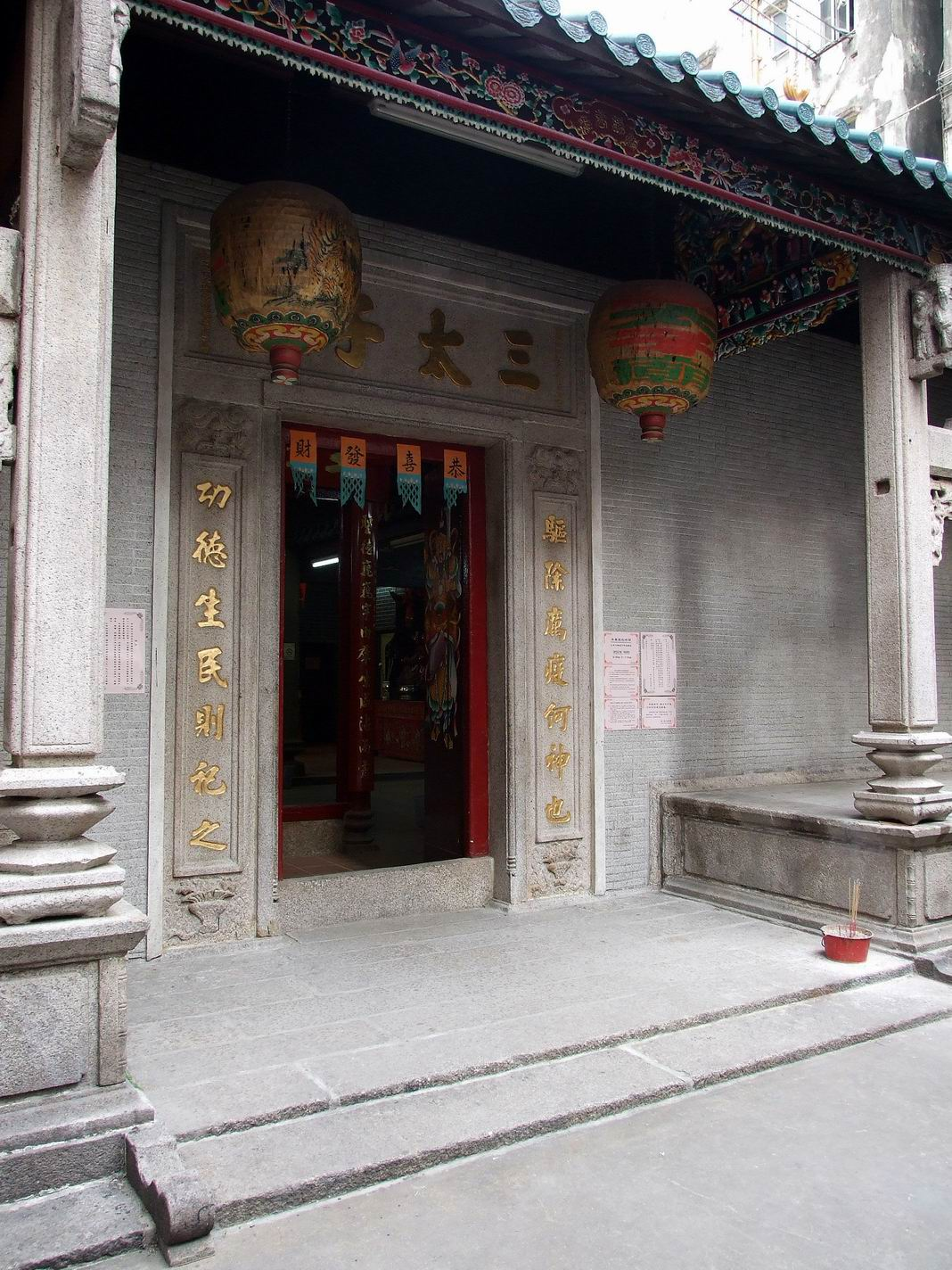
Ingang

De Sam Tai Tsztempel werd in 1898 gebouwd. De tempel was gebouwd voor de god Sam Tai Tsz die ook wel bekendstaat als de daoïstische god Na Cha. In 1894 brak er een pestepidemie uit in de omgeving en na het bidden en offeren aan de god Sam Tai Tsz verdween volgens gelovigen de plaag. Het godenbeeld werd vanuit Huizhou naar Hongkong gebracht door Hakkanezen.
Het is de enige tempel in Hongkong waar Sam Tai Tsz wordt vereerd. Behalve Sam Tai Tsz, worden ook Guanyin en Bao Gong op het hoofdaltaar in deze tempel vereerd. Boven het hoofdaltaar van Sam Tai Tsz hangt de houten bord met de hanzi "至聖至靈", wat "de heiligste en de spiritueelste" betekent. Op de zijaltaren staan de beelden van Taisui en Jinhuaniangniang. De verjaardag van Sam Tai Tsz wordt door deze tempel van de derde dag tot de achttiende dag van de derde maan van de Chinese kalender gevierd.
Bij deze tempel staat ook een tempeltje voor Chenghuang, de god van de stad.

## Pak Taitempel

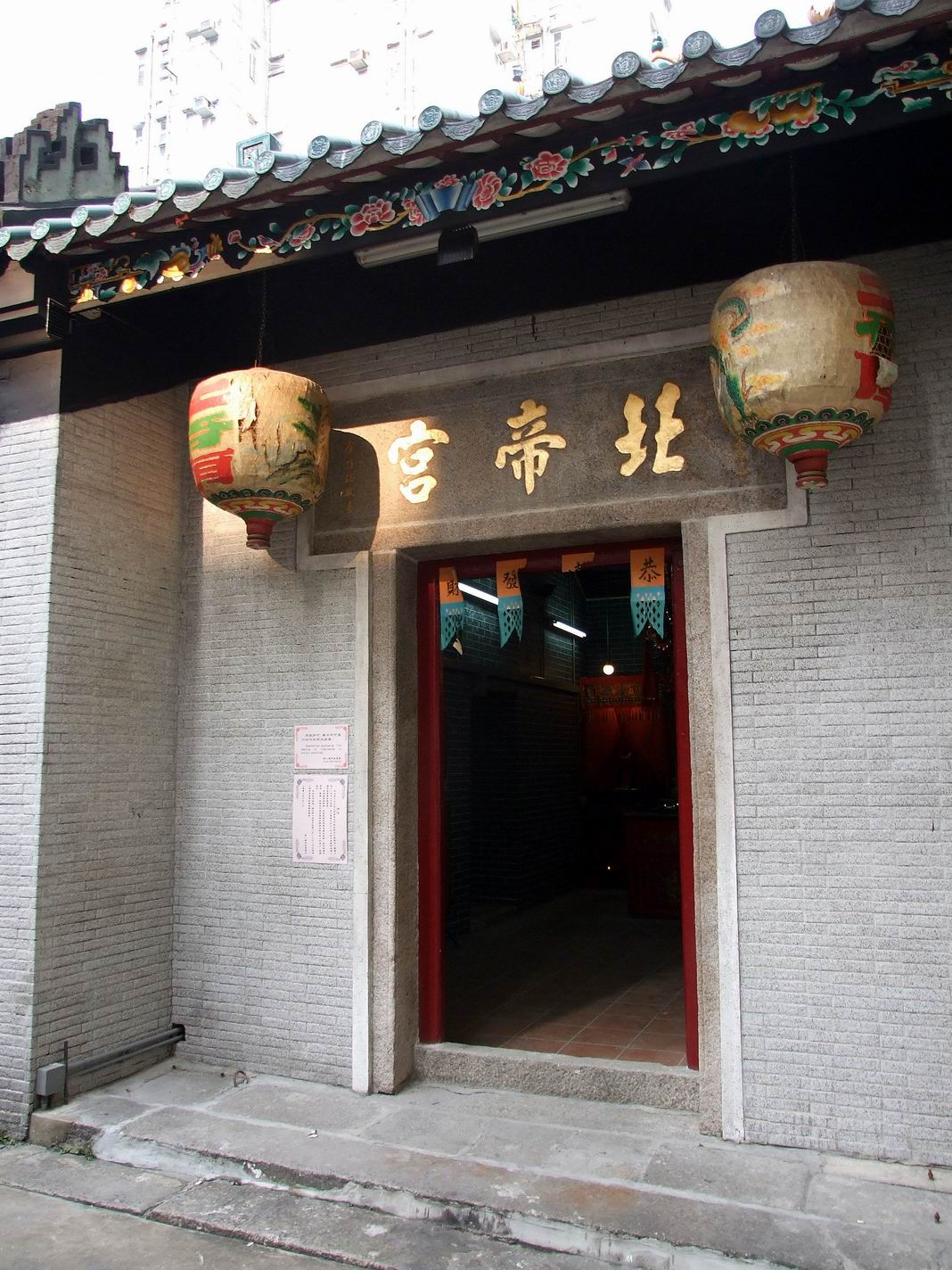
Ingang

De Pak Taitempel werd in 1920 gebouwd door vissers die in Sham Shui Po leefden. Ze bouwden de tempel om Pak Tai, god van het noorden, te vereren. Naast Pak Tai, worden ook Wenchangdijun en de meestermonnik Xuangzang hier vereerd.